# Paul Claudel
Paul Claudel (IPA: [pɔl clɔdɛl]), teljes nevén Paul Louis Charles Claudel (Villeneuve-sur-Fère, 1868. augusztus 6. – Párizs, 1955. február 23.) francia drámaíró, költő, esszéíró és diplomata, a Francia Akadémia tagja. Camille Claudel szobrászművész öccse.

## Élete
Apja magas rangú vidéki tisztviselő volt. Gyerekkorát Villeneuve-sur-Fère-ben töltötte. 1882-ben a tehetséges Camille rávette édesanyját és testvéreit, hogy költözzenek Párizsba, ahol szobrászatot tanulhat. Paul az egyik legnevesebb iskolába, a Louis-le-Grand líceumba járt, majd 1885-ben beiratkozott a politikatudományi főiskolára, ahol jogot tanult. Bár a családban is volt pap (édesanyjának a nagybátyja), a fiatal Claudelre ráragadt, majd válságba sodorta a vallástalanság divatja. 1886 karácsonyán a Notre-Dame-ban egy misztikus élmény hatására megtért.
1893-ban kezdte meg diplomáciai pályafutását. Előbb New Yorkban alkonzul, majd Bostonban ügyvivő konzul lett. 1895-ben nevezték ki konzulnak Sanghajban, 1896-tól 1905-ig Fucsouban ügyvivő alkonzul volt. 1900-ban véget kívánt vetni diplomáciai pályafutásának, Franciaországba ment, és jelöltként a ligugé-i bencéseknél töltött néhány hónapot. A kolostor priorja azonban inkább azt tanácsolta, hogy térjen vissza Kínába. A hajón találkozott Rosalie Vetchcsel, akit Kínában férjével és gyerekeivel együtt magához vett. A házaspárral való botrányos kapcsolatának híre Párizsig terjedt (viszonya Rosalie-val és kétes üzletek a férjével). Az ügyet Philippe Berthelot simította el, életre szóló barátság szövődött köztük. 1904-ben, amikor Rosalie Európába ment, hogy közös gyermeküket titokban megszülje, kapcsolatuk megszakadt. Claudel sokáig kereste, majd megírta Délforduló című drámáját. Évekkel később a Selyemcípőben ugyanezt a problematikát dolgozta fel, immár letisztultabban. 1905-ben végül oblátus lett, majd 1906-ban feleségül vette Reine Sainte-Marie-Perrint (1880-1973), akitől öt gyerekük született.
Kínába visszatérve konzul lett Tiencsinben. (Kínában szolgált a legtöbb ideig, tizennégy évig.) 1909-től konzul volt Prágában, 1911-től Frankfurtban, 1913-ban főkonzul volt Hamburgban. Ez évben halt meg apjuk, aki a rossz körülmények között élő szobrász nővérét támogatta. A család döntésére Camille elmegyógyintézetbe került, és megtiltják, hogy kapcsolatot tarthasson a külvilággal, és hogy alkothasson. Egyedül az öccse látogatta, többévente. Claudel 1914-ben a hadüzenet miatt visszatért Franciaországba, ahol a hadügyminisztériumba osztották be. 1916-ban követ lett Rio de Janeiróban, 1920-tól Koppenhágában. Nagykövet volt Tokióban (1927), Washingtonban (1928) és végül Brüsszelben (1933).
1936-ban nyugalomba vonult, és Brangues-ban telepedett le Grenoble mellett. A brangues-i kastélyban folytatta irodalmi tevékenységét, és számos közéleti személyiséget, írót, művészt fogadott. A második világháború elején örült a vallásellenes baloldal bukásának, és nyíltan támogatta az utóbb náci kollaboránsnak tekintett Pétain politikáját. Az események hatására nézetei gyorsan megváltoztak, de ez már nem sokat változtat negatív megítélésén. 1946-os ülésén a Francia Akadémia őt is tagjává választotta, 1947 márciusában François Mauriac iktatta be. 1955. február 23-án halt meg Párizsban.

## Munkássága
Bár Paul Claudelt sokan elutasítják durva természete, titkos bűnöket palástoló katolicizmusa, a Pétain-ügy, valamint a Camille sanyarú sorsában játszott szerepe miatt, nem lehet úgy beszélni a huszadik század első felének francia irodalmáról, hogy az ő munkásságát ne említenénk.

### A kezdetek
Miután édesanyjával és testvéreivel Párizsba költöztek, Claudel olyan későbbi személyiségekkel járt egy iskolába, mint Léon Daudet vagy Romain Rolland. Filozófiatanára Burdeau volt, akinek sokra becsülte a tanítását, bár nem tudott mindenben azonosulni vele. A kiváló szellemi környezet dacára elveszettnek érezte magát, míg 1886-ban el nem kezdte olvasni – még a karácsonyi megtérés előtt – Rimbaud-tól a kötött verssel szakító két utolsó ciklusát, a Színvázlatokat (Illumations) és az Egy évad a pokolbant. Rimbaud nagy hatással volt egész költészetére. Az első misztikus élmény után csupán 1890 karácsonyán tért meg gyerekkorának vallására, a katolicizmusra. E négy év alatt nagy olvasmányokba fogott, mint a Szentírás vagy Dante.
1887-ben kezdett el drámát írni, és hamar rájött, hogy van érzéke hozzá, ami később a Tête d'orban bontakozott ki. 1889-ben kezdte el írni, miközben készült a külügyi vizsgára, amelyen elsőként jutott be. Egy év múlva nekifogott a La ville-nek, az első változatát 1891-ben fejezte be. Claudel ekkor egy irodalmi csoportosulás tagja volt Marcel Schwobbal, Léon Daudet-vel, Jules Renard-ral együtt. Ekkoriban eljárt Mallarmé kedd esti összejöveteleire. 1892-ben megírta a Violaine első változatát, ami sokáig nem jelent meg. 1893 márciusában kapta első kinevezését New Yorkba, és ezzel elkezdődött a diplomatakarrierjével járó közel félévszázados „száműzetése”. New Yorkban és Bostonban írta meg A cserét, és dolgozta át a Tête d’ort és a La ville-t. Elkezdett Aiszkhüloszt fordítani. Néhány hónapos franciaországi pihenő után 1895 nyarán elindult Kínába, és elkezdte írni A Kelet megismerése verseit. Sanghajban keletkezett egyetlen fontosabb alexandrinban írott műve, a Száműzetés versei. Kínában több városban is megfordult, Japánba is ellátogatott, és végül Fucsouban telepedett le. 1896-ban megírta a Repos du septième jour-t. 1898-99-ben megírta a La ville és a Violaine második változatát.

### A fordulat
1899 őszén a Szuezi csatornán keresztül visszatért Franciaországba, és néhány hónapot a bencéseknél töltött. Ekkor kezdte el írni a Cinq grandes odes és az Art poétique egyes részeit. 1900 őszén visszatért Kínába, a hajón ismerte meg szerelmét, Rosalie Vetch-t, aki a Nő prototípusa lett későbbi műveiben. Az elkövetkező években továbbírta A Kelet megismerését és az Art poétique-ot. 1904-ben Rosalie elhagyta, ekkor kezdett el naplót írni, ami egyelőre csak idézetgyűjtemény volt a Szentírásból és az egyházatyákból. 1905-ben ismét visszatért Franciaországba, de nem lelte helyét, rengeteget utazott. Villeneuve-sur-Fère-ben írta meg ősszel a Délfordulót, mintegy lezárva és megörökítve a Rosalie-val való találkozás élményét, elvesztésének traumáját. A darab 1906-ban jelenit meg 150 példányban, amiből csak a legbizalmasabb barátai kaphattak, de évtizedekig elzárta a nyilvánosság elől. Még ez évben megházasodott és három nap múlva visszatért Kínába. Pekingben és Tiencsinben fejezte be 1907-ben az Ódákat. 1908-tól új hangnemben írta meg a Corona verseit. Nekikezdett A kezesnek, amelyet már Prágában fejezett be 1910-ben. A Violaine-t ismét átdolgozta, ezúttal Angyali üdvözlet címen. Németországban kapcsolatba lépett a drezdai Hellerau színházzal. A családi tragédiák idején, 1911-12-ben írta meg a Kantátát. A világháborút megelőző években kezdett el sikeressé válni: 1911-ben bekerült a Nouvelle Revue Française-hez, 1912 őszén bemutatták az Angyali üdvözletet Párizsban, egy évre rá megrendezte a drezdai Hellerau színház Németországban; 1913-ban a Nyugat már közölt tőle részletet; Georges Duhamel írni kezdett róla, 1914-ben Lugné-Poe megrendete A kezest. A világháború alatt még néhány évig Európában maradt, Aiszkhüloszt fordított.
1917 januárjában ismét hajóra szállt, ezúttal Brazíliába nevezték ki, titkára Darius Milhaud. A száműzetés újabb évei alatt írta meg a Szentképek legnagyobb darabjait. A száműzetés fájdalma ekkor írt drámáiban is megjelenik. Sok évi hallgatás után választ kapott Rosalie-tól, akivel később felvesztte a kapcsolatot, gondoskodott róla, és közös lányukról. 1919-ben tért vissza Európába az Egyesült Államok érintésével, és a dániai kinevezése előtti szabadságon kezdett felvillanni benne A selyemcipő ötlete. 1921-ben ismét keletre utazott, Japánba, útközben meglátogatta Indokínát és Angkort. 1923-ban tanúja volt a Tokiót romba döntő földrengésnek, a francia nagykövetség épülete is elpusztult, és vele együtt A selyemcipő harmadik napja. Újraírta, és a hatalmas művet végül 1924 októberében fejezte be. 1927-ben néhány hónapot töltött Franciaországban – ekkor már az Egyesült Államokban volt konzul -, és megvásárolta a brangues-i kastélyt: annyi bolyongás után végre otthonra lelt. Ebben az évben írta a Kolumbusz Kristóf könyvét. Ettől kezdve nagyrészt csak szentírás-magyarázatokat írt, amelyek egy része csak a halála után jelent meg. Pályafutásának utolsó állomásán, Brüsszelben írta meg Arthur Honeggerrel közösen a Johanna a máglyán drámai oratóriumot Ida Rubinstein felkérésére. Nyugdíjazása után Brangues-ban és Párizsban élt, és egyre inkább belemerült a bibliamagyarázatba.

### Elismerés, színházi sikerek
A második világháború alatt kezdte el az Énekek énekének nagy kommentárját, amelyet 1945-ben fejezett be, és a főművének tartott. Utána rögtön nekikezdett a La Rose et le rosaire-nek. Egy korábbi sikertelen próbálkozás után 1946-ban a Francia Akadémia a tagjává választotta anélkül, hogy jelöltette volna magát. Jean-Louis Barrault elkezdte színre vinni a darabjait, 1943-ban a Comédie-Française bemutatta a Selyemcipő rövidített változatát, ami hatalmas sikert aratott, Claudel zsenije vitathatatlanná vált. Barrault következő nagy vállalkozása a Délforduló volt, ami A Selyemcipő előzményeként is felfogható. Bár a rendező már 1939-ben kérte a darabot, Claudel határozottan visszautasította. A selyemcipő sikere után néhány évvel is csak csellel sikerült rávennie a szerzőt, hogy több mint négy évtized után végre nyilvánosságra bocsássa. Ez volt a sóvárgott kincs, a szöveget néhányan már ismerték, a húszas években kisebb-nagyobb részletet titkon előadtak zárt körben, többek között Antonin Artaud. 1948-ban a rendezés során Barrault ragaszkodiott az eredeti változathoz, Claudel viszont megváltozott nézetei szerint szerette volna átszabni. A színpadra került változat nagy sikert aratott, számos országban turnéztak vele. 1949-ben Claudel mégis készített egy színpadi változatot, amit viszont sohasem mutattak be. Az ötvenes években Barrault megrendezte A kezest, a Kolumbusz Kristóf könyvét és a Tête d'or-t is. Amikor Claudel 1955-ben meghalt, a Comédie-Française-ben épp az Angyali üdvözletet próbálták. Halála után darabjait újra és újra előadják, legjátszottabb a Délforduló, amely Antoine Vitez rendezésében 1975-ben bekerült a Comédie-Française repertoárjába. Vitez kezdte először felderíteni a darab magánéleti hátterét, Rosalie Vetchnek sokáig a létezését sem sejtették. A selyemcipő teljes változatát szintén Vitez rendezte meg az Avignoni fesztiválon, a 12 órás előadás történelmet ír, maga Claudel sem hitte, hogy a darab teljes egészében előadható. Később újra és újra megrendezték a hosszú változatot. Szintén sokat játsszák az Angyali üdvözletet.
Claudel, a szenvedélyes szerelem néhány évét leszámítva, katolikus költő, aki megvalósította a nagy álmot: a huszadik században újjáéleszteni az irodalomban a katolikus hagyományt a maga monumentalitásával, a Szentírás, Dante, az egyházatyák örökségét beépíteni műveinek tematikájába, stílusába, verselésébe. Rimbaud nyomán kialakította a maga szabadversét, az ún. claudeli zsoltárverset (verset claudélien), ami formailag a francia vershagyomány elemeit váltakoztatja az egzaltált tartalom igényei szerint. Költeményeket és drámákat egyaránt írt ebben a formában. Sajátos nyelvezetére rányomja bélyegét az idegen nyelvi környezet is, a francia mondatok rendje megbomlik, bonyolulttá válik, képek tolulnak egymásra. Míg a színműveit állandóan játsszák, verseit ma már ritkábban olvassák. A selyemcipővel gyakorlatilag kiírta magát, ekkor fordul a bibliamagyarázat felé. Ebben is jelentőset alkotott, prózája is van olyan erős, mint a költészete, bár szinte teljesen ismeretlen.

## Válogatott művei

### Színmű
- Tête d’or, 1890, 1894[6]
- Violaine (La Jeune Fille Violaine), 1892, 1899, 1926
- La Ville, 1893, 1901
- A csere (L'Échange), 1894, 1954
- Le Repos du septième jour, 1901
- Délforduló (Partage de midi), 1906, 1948
- Coûfontaine-trilógia: A kezes (L’Otage), 1911; Le Pain dur, 1918; Le Père humilié, 1920
- Angyali üdvözlet (L’Annonce faite à Marie), 1912, 1948
- A selyemcipő vagy A legrosszabb nem mindig bizonyos (Le Soulier de satin ou Le pire n’est pas toujours sûr, action espagnole en quatre journées), 1929
- Kolumbusz Kristóf könyve (Le Livre de Christophe Colomb), 1933
- Johanna a máglyán (Jeanne d’Arc au bûcher), 1939

### Vers
- A Kelet megismerése (Connaissance de l’Est), 1900, 1907
- L’Art poétique, 1907
- Cinq grandes Odes, 1911
- Kantáta három hangra (La Cantate à trois voix), 1911–1912
- Corona benignitatis anni dei, 1915
- Háborús versek (Poèmes de guerre, 1914-1916), 1922
- Szentképek (Feuilles de saints), 1925
- Cent phrases pour éventails, 1942
- Sugárzó arcok (Visages radieux), 1945

### Próza
- Paul Claudel interroge l’Apocalypse, 1952
- Paul Claudel interroge le Cantique des Cantiques, 1954
- La Rose et le rosaire, 1959
- Journal I, 1904–1932, 1968
- Journal II, 1933–1955, 1969
- 1949-től: Levelezés André Gide-del, Lugné-Poe-val, Jean-Louis Barrault-val stb.

## Magyarul megjelent művei
- Délforduló; ford. Székely Melinda; KRE–L'Harmattan, Bp., 2015 (Károli könyvek. Műfordítás, forrás)
- Paul Claudel és konvertita barátai. Válogatás Claudel műveiből; ford. Szabó Ferenc; Szt. István Társulat, Bp., 2013
- Kantáta három hangra és más költemények; vál., ford., bev. Szabó Ferenc; Új Ember, Bp., 2005
- Claudel–Valéry–Emmanuelː Szavak forrása csend; vál., ford. Szabó Ferenc; Detti Ny., Róma, 1985
- Válogatás Paul Claudel műveiből; ford. Gáldi László, Gyergyai Albert et al., jegyz., életrajz, bibliográfia, szerk. Gúthy Andor, bev. Aimé Becker, Gyergyai Albert, Rónay György; Szent István Társulat, Bp., 1982
- Az Úr angyala köszönté Szűz Máriát. Misztériumdráma; ford. Pinczinger Lajos; Ed. Argentina, Buenos Aires, 1950
- Jeanne D'Arc a máglyán. Drámai oratórium; ford. Lendvai László; Veritas, Bp., 1942
- A selyemcipő vagy A legrosszabb nem mindig bizonyos; ford. Semjén Gyula; Pázmány Péter Irodalmi Társaság, Bp., 1935
- Kinyilatkoztatás. Misztérium; ford. Réti Irén, Szines Pál; Tevan, Békéscsaba, 1919 (Tevan-könyvtár)